# Ankaran (HPL-21)
Ankaran (HPL-21) je rychlá hlídková loď Slovinského námořnictva, která byla postavena v izraelské loděnici Israel Aerospace Industries Ramata. Jedná se jednotku třídy Super Dvora.

## Výzbroj
Ankaran je vyzbrojen jedním 20mm automatickým kanónem Oerlikon a dvěma 7,62mm kulomety Zastava M84.